# Enumeratie (stijlfiguur)
Een enumeratie (ook opsomming) is een stijlfiguur waarbij een opsomming wordt gebruikt om iets te benadrukken. Meestal zit er in de opsomming een climax (een in kracht toenemende rij) of een omgekeerde climax (een in kracht afnemende rij).
- Er zijn leugens, pertinente leugens en statistieken.
- Zet u neder aan ons maal, en bewoon ons huis, en neem deel aan wat wij hebben. (Multatuli)

Een enumeratie kan zijn met asyndeton: 
- Ik zag heuvels, bomen, geiten.

Of met polysyndeton: 
- De premier was sloom en saai en slaapverwekkend.

De eenvoudigste vorm van enumeratie is repetitio.